# Mikroregion Rio de Janeiro

Mikroregion Rio de Janeiro

Mikroregion Rio de Janeiro – mikroregion w brazylijskim stanie Rio de Janeiro należący do mezoregionu Metropolitana do Rio de Janeiro. Ma powierzchnię 4.651,8 km²

## Gminy
- Belford Roxo
- Duque de Caxias
- Guapimirim
- Itaboraí
- Japeri
- Magé
- Maricá
- Mesquita
- Nilópolis
- Niterói
- Nova Iguaçu
- Queimados
- Rio de Janeiro
- São Gonçalo
- São João de Meriti
- Tanguá